# Château des Blondes
Le château des Blondes est situé à Sassenage, commune du département de l'Isère, dans la région Auvergne-Rhône-Alpes. Ce bâtiment sert d'Hôtel de ville à la commune de Sassenage.
L'édifice fut à l'origine une grande maison accueillant et hébergeant des jeunes filles déshéritées, chargées de fabriquer un tissu de dentelle dénommé la blonde, d'où le nom du bâtiment qui sera très vite connu sous le nom de « château des blondes ». C'est sous ce terme officiel que la mairie, par décision de son conseil municipal, installé dans l'édifice, a choisi de le dénommer.

## Histoire
Construit durant la seconde moitié du XVIIIe siècle, cet imposant bâtiment fut tout d'abord une fabrique de dentelle de soie appelée la Blonde ou Blonde de Caen, entreprise créée par le Dr Antoine-Henri Ducoin en 1772 afin d'y recueillir les jeunes filles déshéritées formées en tant qu'ouvrières. Ce projet s'inscrivant dans le cadre d'une décision du roi Louis XV, qui veut inciter à la création de nouveaux lieux d'accueil des personnes déshéritées. À la suite des événements liés à la Révolution française, mais aussi en raison d'abus et de disparitions mystérieuses, l’établissement fermera définitivement ses portes en 1791.
Le Dr Ducoin fut emprisonné sous la Terreur avec d'autres aristocrates de l'ancienne province du Dauphiné et parvint à échapper à l'échafaud à la suite de la chute de Robespierre, le 8 thermidor an II .
Le château connaîtra ensuite différents propriétaires privés dont la famille Soffrey de Callignon, puis il deviendra le Centre d’apprentissage de Liauterey, consacré aux des métiers du bâtiment de 1945 à 1972. Puis inutilisé jusqu'en 1986, l’édifice sera entièrement réhabilité en 1988 pour devenir l’hôtel de ville de Sassenage et ne conservera que les façades d'origine.

## Situation et accès

### Situation
Le château est situé dans le centre-ville de la commune de Sassenage, entre la route de Romans et la route de Valence, non loin du bourg ancien et du château de Sassenage.

### Voies routières
L'ancienne route nationale 532 ou « RN 532 » est une route nationale française reliant Saint-Péray (Ardèche) à Grenoble (Isère), déclassée dans le département de l’Isère en « RD 1532 » en 1972, traverse la commune de Sassenage et longe l'esplanade située devant la façade du château sous le nom d'avenue de Valence.

### Transports publics
Différentes lignes de bus du réseau TAG desservant la commune, passent devant le château sont :
- la ligne de bus 19 (proximo) qui relie Sassenage avec la commune de Seyssinet-Pariset (Village) ;
- la ligne de bus 20 (proximo) qui relie Sassenage avec la commune de Veurey-Voroize (Mairie) et la commune de Seyssinet-Pariset (Hôtel de Ville) ;
- la ligne de bus 50 (flexo) qui relie Sassenage (Les Côtes) avec la commune de Fontaine (La Poya) ;
- la ligne de bus 53 (flexo) qui relie Fontaine avec la commune de Noyarey (Parc des biches) ;
- la ligne de bus 54 (flexo) qui relie Sassenage (Les Engenières) avec Grenoble (Presqu'île).

## Description

### Bâtiment
Le bâtiment principal se présente sur quatre niveaux, soit quatre rangées de fenêtres. Il est adjoint de deux avant-corps, située à l'arrière du bâtiment et qui évoque deux tourelles.

### Dépendances
Deux pavillons sont situés devant l'entrée, le premier situé au nord accueille les services de police municipale et le second a hébergé l'office du tourisme de Sassenage jusqu'en 2015.

### Souterrain
Un passage souterrain piétonnier, ouvert au public, permet de passer sous le château et de rejoindre un parc, un parking et divers bâtiments administratifs dont la bibliothèque de Sassenage depuis l'avenue de Valence et l'entrée principal de l'hôtel de ville.

## Galerie de photos

Quelques photos du château des blondes
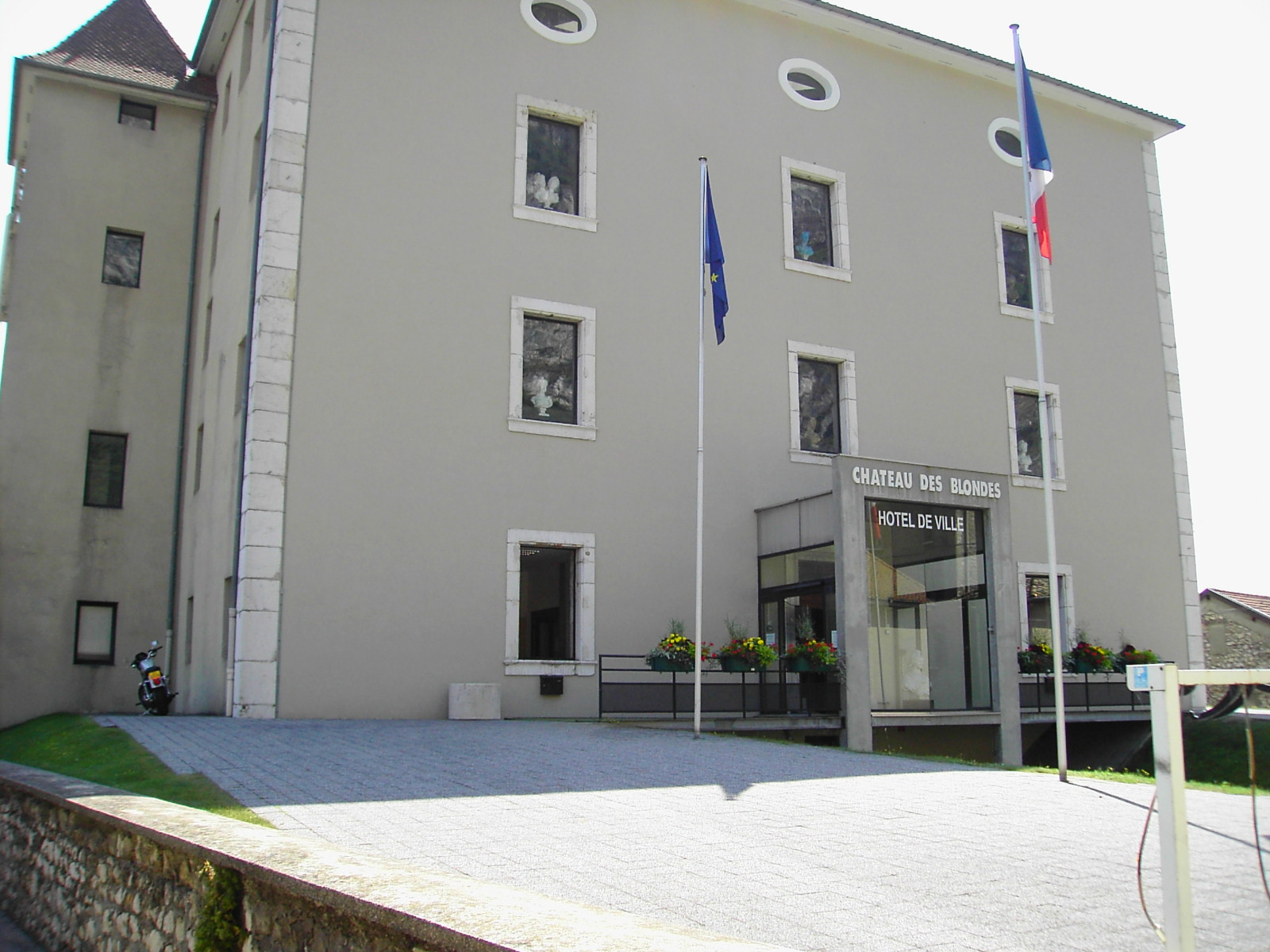
Façade, côté ouest, avec un des deux garde-corps.
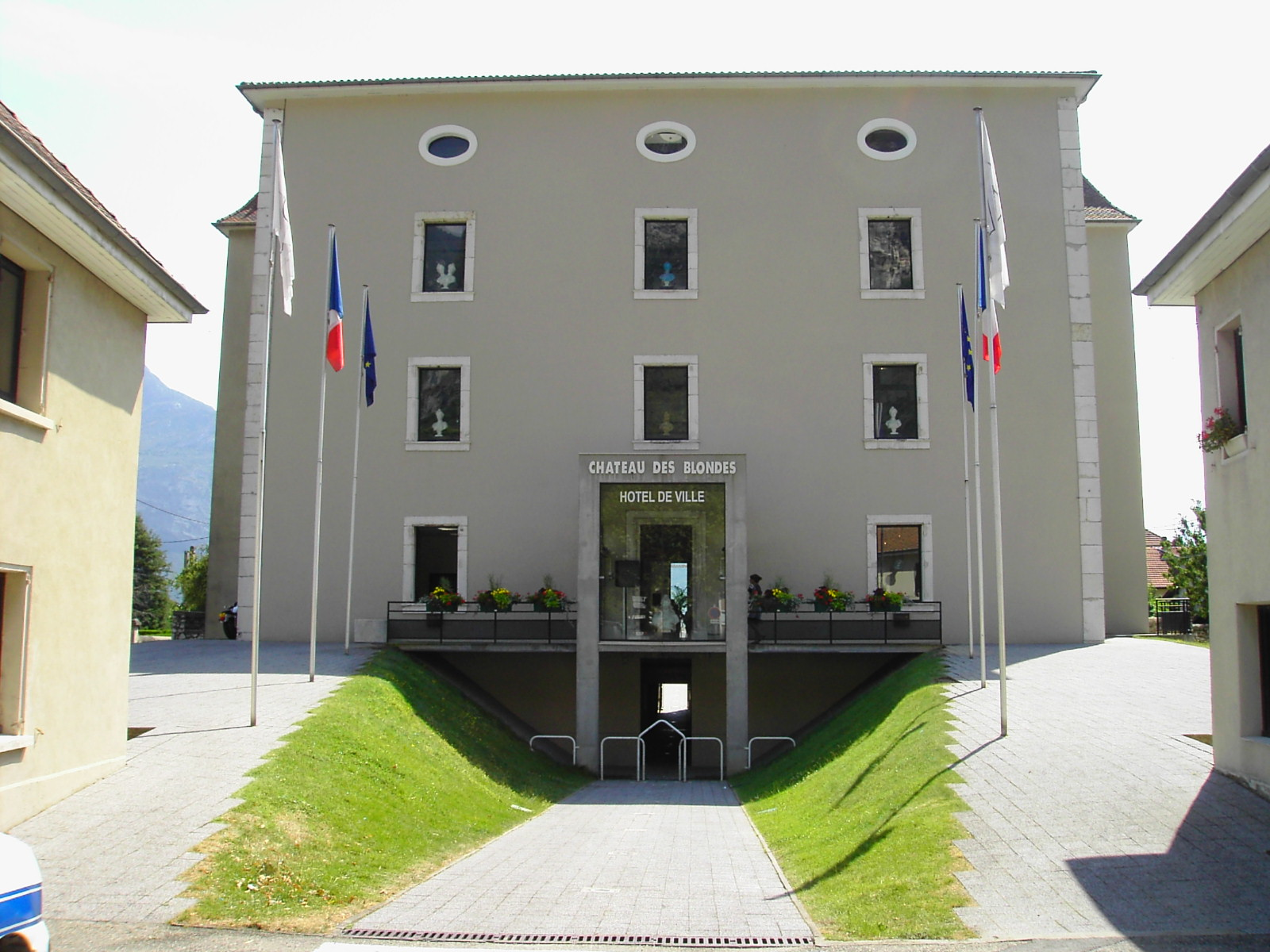
Façade, côté ouest et entrée du souterrain.
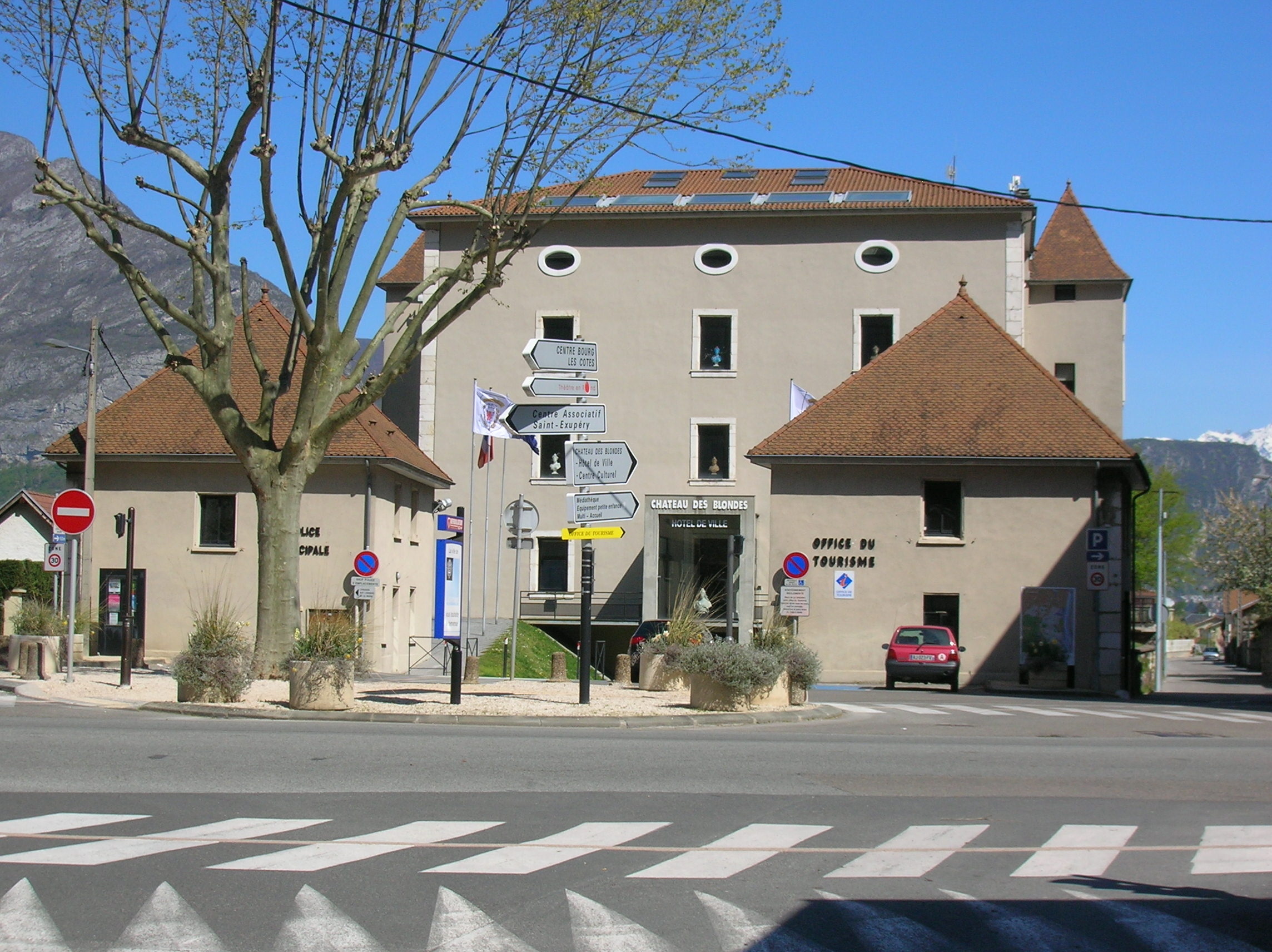
Façade, côté ouest et ses deux pavillons.
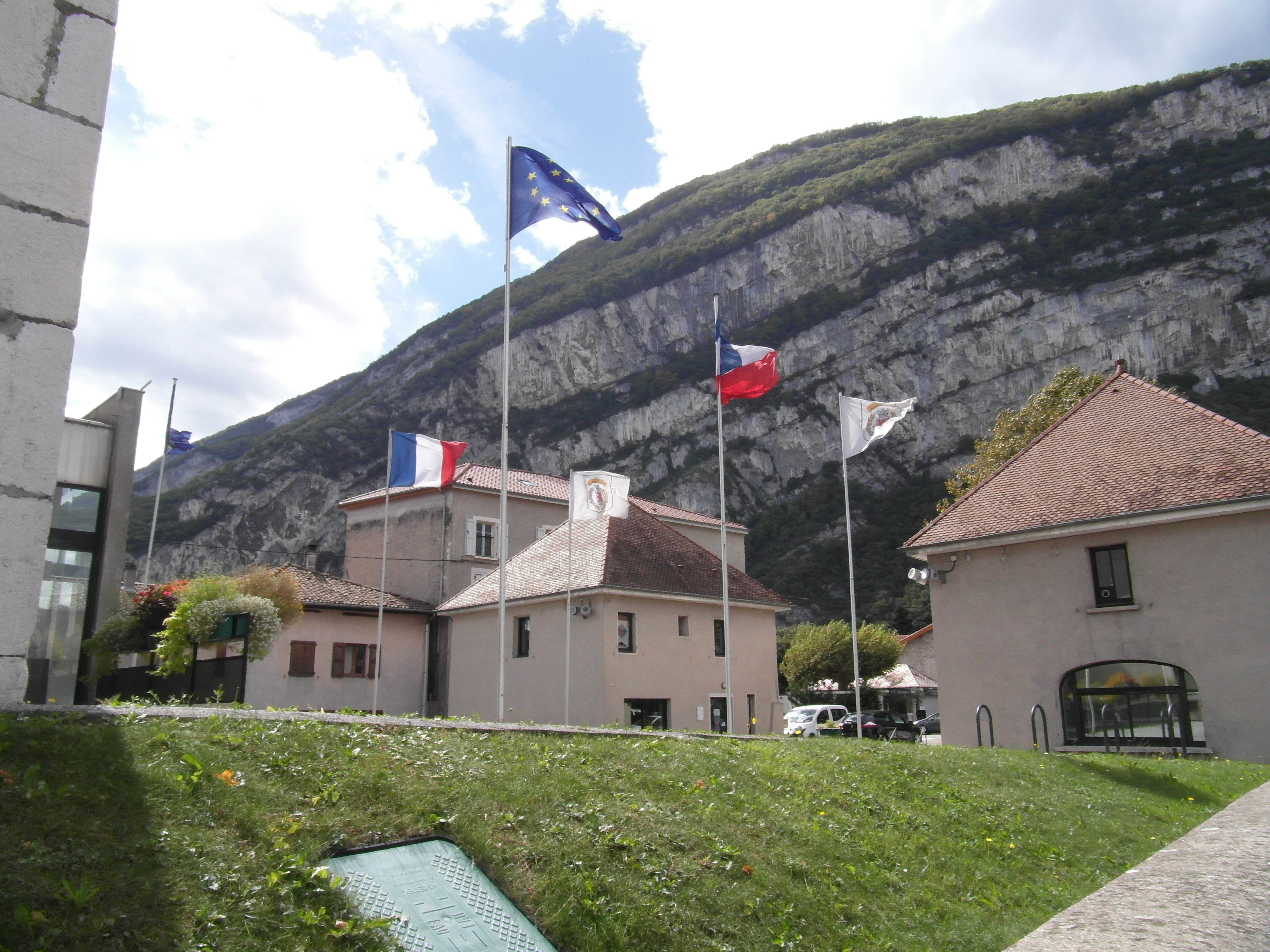
Les deux pavillons vu du côté nord du château.
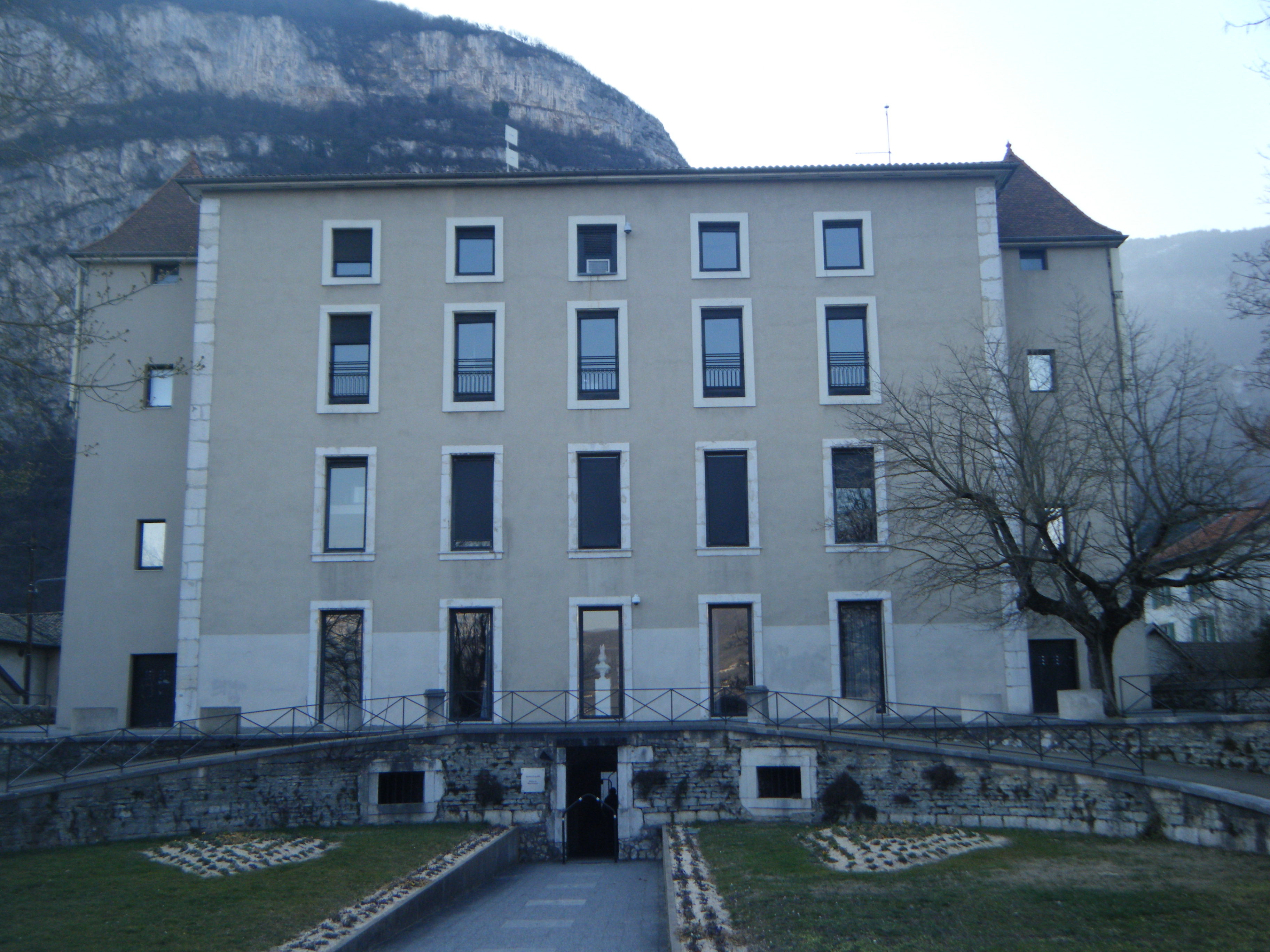
Façade, côté est et sortie du souterrain